# 巴拉克蘇丹
巴拉克蘇丹，(1717年—1750年)，哈薩克汗國中玉茲可汗，他從1749年8月至9月到1750年2月至3月擔任可汗。他有六個兒子。

## 傳記
巴拉克的父親圖爾松是塔什干統治者，額什木的兄弟，他的始祖可能是哈斯木汗的兄弟賈迪克蘇丹。
1723-1730年，巴拉克是哈薩克-準噶爾戰爭中的軍事指揮官之一。他是一個非常野心勃勃和渴望權力的統治者，他想統一所有三個玉茲，尋求將他的領地擴展到錫爾河之外，甚至到準噶爾汗國的邊界，在俄羅斯紀錄內;所有吉爾吉斯-哈薩克領主中，巴拉克蘇丹被尊為最高貴和人口最多的蘇丹。
他與小玉茲的阿布勒海爾汗不和並殺死他，他也曾娶準噶爾汗國的噶爾丹策零的女兒為妻子。在那段婚姻期間，直到1745年噶爾丹策零去世，哈薩克汗國和準噶爾之間的戰爭和衝突已經停止。作為成吉思汗的後裔，巴拉克想成為兩個突厥-蒙古國家—準噶爾和哈薩克汗國的統治者。
但他在和他的長子於1750年在突厥斯坦拜訪一位和卓後暴斃，一說他是被準噶爾人毒死，應阿布勒海爾之子努拉里的要求。
巴拉克的後裔是著名的哈薩克政治家阿里汗·努尔穆罕默多维奇·布克伊哈诺夫，阿拉什自治政府主席。